# CIS-torony
A CIS-torony a második legmagasabb épület Manchesterben. A 118 méter magas, üvegtetős épület 1962-ben készült el, ma a Co-operative Financial Services telephelye.
2005 vége óta napelemek borítják az épület oldalát, melyek 180 000 kWh villamos energiát termelnek évente, vagyis átlagos teljesítményük 21 kW.
A napelemes panelek költsége 5,5 millió angol font volt, 2005 novemberétől kezdtek energiát termelni.
A rendszer 55 otthon szükségletének megfelelő áramot ad, ezzel a globális felmelegedés hatásait mérsékli.